# Южная Мылва
Южная Мылва — река в Республике Коми России.
Протекает по территории Усть-Куломского района. Течёт преимущественно с севера на юг в лесистой, малонаселённой местности. Берёт начало к востоку от Тиманского кряжа, в верхнем течении пересекает район распространения выходов каменноугольных известняков, долина сужена, коренные берега местами высотой до 8—10 метров, течение быстрое, в русле наблюдаются частые каменистые пороги.
В 20 км выше впадения реки Ыктыл Южная Мылва выходит на равнину. Ниже устья Ыктыла меняет направление на юго-западное и течёт в широкой, хорошо развитой долине среди невысоких берегов с надпойменной террасой, сложенной суглинистым аллювием. Падение — 0,25 м/км, течение медленное, русло сильно извилисто, ширина его в нижнем течении — 15—20 метров, глубина — до 2 метров.
Выше села Мыёлдино впадает в реку Вычегду в 814 км от её устья по левому берегу. Длина реки составляет 132 км, площадь водосборного бассейна — 1510 км². В низовьях расположен посёлок Тимшер. Основные притоки — Сёдъю (56 км) и Ыктыл (68 км) (оба — левые).

## Притоки
- 51 км: река без названия
- 52 км: Каманъёль
- 66 км: Ыктыл
- 69 км: Седъёль
- 81 км: Сёдъю
- 95 км: Мылвож
- 113 км: Рытыввож

## Гидрология
По данным наблюдений с 1971 по 1988 год среднегодовой расход воды в районе посёлка Тимшер (29 км от устья) на отметке высоты 118,08 м над уровнем моря составляет 14,71 м³/с.
| Средний расход воды (м³/с) реки Южная Мылва по месяцам с 1971 по 1988 гг. (замеры производились на гидрологическом посту в 29 км от устья) |

## Данные водного реестра
По данным государственного водного реестра России и геоинформационной системы водохозяйственного районирования территории РФ, подготовленной Федеральным агентством водных ресурсов:
- Бассейновый округ — Двинско-Печорский
- Речной бассейн — Северная Двина
- Речной подбассейн — Вычегда
- Водохозяйственный участок — Вычегда от истока до города Сыктывкара